# 6-Tioinozinska kiselina
Tioinozinska kiselina je intermedijar u metabolizmu azatioprina. Azatioprin je imunosupresivni lek koji se koadministrira sa ciclosporinom i kortikosteroidima da bi se sprečilo neprihvatanje transplantacije organa. Azatioprin, prolek 6-mercaptopurina (6-MP), dejstvuje kao antimetabolit purina nakon intracelularne konverzije hipoksantinguanin fosforibosil transferazom u 6-tioinosine monofosfat (6-TIMP).